# 더 저지
《더 저지》(영어: The Judge)는 2014년 공개된 미국의 법률 드라마 영화이다.

## 출연진
- 로버트 다우니 주니어
- 로버트 듀발
- 비라 파미가
- 빈센트 도노프리오
- 제러미 스트롱
- 댁스 셰퍼드
- 레이턴 미스터
- 빌리 밥 손턴
- 켄 하워드
- 에마 트람블레이
- 밸서자 게티
- 데이비드 크럼홀츠
- 그레이스 저브리스키
- 데니스 오헤어
- 세라 랭커스터

## 기타 제작진
- 총괄 제작: 스티븐 므누신, 브루스 버그먼
- 세트: 리나 디앤절로
- 분장: 스티븐 E. 앤더슨